# Smukfest
Smukfest, også kendt som Skanderborg Festival eller Danmarks Smukkeste Festival, er en dansk musikfestival som afholdes hver sommer i anden weekend af august i Skanderborg under temaet "Musik & Bøgetræer". 
Musikken og diverse happenings foregår under bøgetræer og ved nærliggende søer og deraf navnet "Danmarks Smukkeste Festival." Festivalen har de senere år ofte haft udsolgt.
Smukfest fokuserer fortrinsvis på dansk musik med både kommende talenter/grupper samt gamle kendinge, men har altid et par store udenlandske navne på plakaten.
Festivalens maskot er FestiWalther, der er en musikglad skovtrold født 5. juli 1579 i Skanderborgs bøgeskove, og ideen til den første festival blev skabt den 5. juli 1979 – på Walthers 400 års fødselsdag.

## Historie
Afholdes af non-profit foreningen Skanderborg Festivalklub, stiftet af Jens Peter Philbert Vangsø Andersen i 1980. Den første festival – kaldt Skanderborg Musikfestival – blev afholdt den 5. juli 1980, og var en en-dags festival med mellem 600 og 1.000 mennesker. Scenen bestod af en presenning udspændt mellem nogle træer og en Toyota Van. Musikken blev spillet af bands som Luna, Spam Band, Cozie og Bocachio. Festivalen gav et underskud på kr. 4.000.
Året efter – i 1981 – blev festivalen omdøbt til Skanderborg Festival, og her optrådte bl.a. Sneakers og det på det tidspunkt nye band TV2. Tilskuertallet anslås  til 15-1.800, men det præcise antal kendes ikke, da billetsalget var ubemandet det meste af dagen. Festivalen endte med et underskud på 35.000 kr.
I 1982 blev festivalen flyttet til 13. og 14. august,  hvor bl.a. Anne Linnet Band, Bjørn Afzelius og Globetrotters, Tøsedrengene, Paul Banks samt Virring Skoles Beatkor spillede. Både Stig Møller og Søren Rislund var der også for første gang. Festivalen generede denne gang et overskud på ca. kr. 150.000.[kilde mangler]

## Velgørenhed
I 2011 indledtes et samarbejde med en NGO organisation (Globetown), hvor en container blev fyldt med musikinstrumenter og P.A. udstyr, der blev sent til Kibera, et slumkvarter i Nairobi, Kenya, hvor der skal bruges til en lokal musikfestival "Good Governance Festival 2012".
I 2012 går Smukfests velgørenhedsprojekt til et skoleprojektet i Santo Domingo, hovedstaden i Den Dominikanske Republik.

## 25 års jubilæum
I anledning af Danmarks Smukkeste Festivals 25 års jubilæum i 2004 blev der den 8. august 2004 fremført 25 af de største danske hits fra perioden 1980-2004. Der blev fremført én sang fra hvert år, og vel og mærke af de originale kunstnere. Sangene blev udvalgt ved at indsamlede alt tænkeligt materiale: hitlister, Tjeklister, lister over de mest spillede numre på P3, lister over danske Grammy-vindere og festivalens egne favoritlister fra de enkelte år. Samtidig skulle kunstnerne også have mulighed/lyst til at optræde på festivalen den pågældende dag. Samtlige sange der blev spillet er følgende:
- 1980: Lis Sørensen – "Stille før storm"
- 1981: Sanne Salomonsen – "Det er ikke det du siger"
- 1982: Tøsedrengene – "Sig du kan li´ mig"
- 1983: Kim Larsen – "Midt om natten"
- 1984: Tv·2 – "Bag duggede ruder"
- 1985: Danseorkestret – "Kom Tilbage Nu"
- 1986: One Two – "Midt i en drøm"
- 1987: Lars H.U.G. – "Elsker dig for evigt"
- 1988: Thomas Helmig – "Nu hvor du har brændt mig af"
- 1989: D-A-D – "Sleeping my day away"
- 1990: Sko/Torp – "On a long lonely night"
- 1991: Michael Learns To Rock – "The Actor"
- 1992: Shu-bi-dua – "Sexchikane"
- 1993: Sort Sol – "Let your fingers do the walking"
- 1994: Nice Little Penguins – "Flying"
- 1995: Poul Krebs – "Sådan nogen som os"
- 1996: Østkyst Hustlers – "Han får for lidt"
- 1997: Souvenirs – "Jeg troede du var hos Mikael"
- 1998: S.O.A.P. – "This is how we party"
- 1999: Kashmir – "Mom in love, Daddy in space"
- 2000: Brødrene Olsen – "Fly on the Wings of Love"
- 2001: Christian – "Du kan gøre hvad du vil"
- 2002: Saybia – "The second you sleep"
- 2003: Tim Christensen – "Right Next to the Right One"
- 2004: Tue West – "En sang om kærlighed"

## 30 års jubilæum
I anledning af Danmarks Smukkeste Festivals 30 års jubilæum i 2009 blev der den 9. august 2009 fremført 15 store danske hits fra de seneste 26 år. Det skete under navnet Danmarks Smukkeste Koncert Vol. 2. De eneste gengangere fra første udgave af Danmarks Smukkeste Koncert er Tv·2 og Sanne Salomonsen. Nephew er også repræsenteret to gange ved Danmarks Smukkeste Koncert, men begge gange er i forbindelse med Vol. 2. De 15 sange blev ikke fremført kronologisk men derimod i følgende rækkefølge:
- 1997: Aqua – "Barbie Girl"
- 1996: Humleridderne – "Malerhjerne"
- 1991: Cut'N'Move – "Get Serious"
- 2005: Tv·2 – "De første kærester på månen"
- 1983: Halberg/Larsen – "Magi i luften"
- 1998: Den Gale Pose – "Spændt Op Til Lir"
- 1991: Gnags – "Mr. Swing King"
- 1994: Whigfield – "Saturday Night"
- 1985: Rocazino – "Ridder Lykke"
- 1988: Anne Linnet – "Forårsdag"
- 2008: Sys Bjerre – "Malene"
- 2002: Nik & Jay – "Hot!"
- 2008: Sanne Salomonsen – "Taxa"
- 2004/2006: Nephew – "Movie Klip"/"Igen & Igen &"